# Montegallo
Montegallo is een gemeente in de Italiaanse provincie Ascoli Piceno (regio Marche) en telt 603 inwoners (31-12-2004). De oppervlakte bedraagt 48,6 km², de bevolkingsdichtheid is 12 inwoners per km².
De volgende frazioni maken deel uit van de gemeente: Migliarelli

## Demografie
Montegallo telt ongeveer 330 huishoudens. Het aantal inwoners daalde in de periode 1991-2001 met 23,4% volgens cijfers uit de tienjaarlijkse volkstellingen van ISTAT.
| Jaar | Inwoneraantal |
| ---- | ------------- |
| 1991 | 812           |
| 2001 | 622           |

## Geografie
Montegallo grenst aan de volgende gemeenten: Acquasanta Terme, Arquata del Tronto, Comunanza, Montemonaco, Roccafluvione.